# ハル・シティAFC
ハル・シティ・アソシエーション・フットボール・クラブ（Hull City Association Football Club）は、イングランド・ヨークシャーキングストン・アポン・ハルをホームタウンとするプロサッカークラブである。愛称は「タイガーズ（The Tigers）」。

## 概要
1904年に創立した。現在のホームスタジアムはヨークシャーキングストン・アポン・ハルのKCOMスタジアム（収容人員は25,450人）。クラブカラーはオレンジと黒。黄色地に黒の縦縞が特徴的なユニフォームを使用しており愛称は「タイガーズ（The Tigers）」。チームロゴにも虎が描かれている。

## 歴史
1904年に創設された100年以上の歴史を持つサッカークラブ。当時ハルの本拠地であるキングストン･アポン･ハルのあるヨークシャー州はハルFCやハル・キングストン・ローヴァーズといったラグビーリーグチームの人気が支配的で、FAはそこにサッカーを導入しようとする計画を立てていて、その一環として1904年7月創設された。1905年にFAに加盟。1930年代はカップ戦でのアウトサイダーとして鳴らしたがそれもチームの3部降格で消えた。その後5、60年は大きなタイトルは全くと言っていいほど獲得できず、長く下部リーグ（主に3部）を主戦場にしてきたが、近年では、2003-04、2004-05シーズンに2シーズン続けて昇格する躍進も見せている。
2005-06シーズンから参戦しているチャンピオンシップでは、2シーズン連続でリーグ残留を果たし、3シーズン目となった2007-08シーズンでは強豪を押しのけ、クラブ創設以来最高位となる3位でシーズンを終え、プレミアリーグへの昇格プレーオフ進出の権利を獲得した。ホーム・アンド・アウェー方式で行われた昇格プレーオフでは、初戦でワトフォードに、2試合合計6-1と快勝し、続くプレーオフ決勝ではプレミアリーグ創設後初昇格を狙うブリストル・シティと対戦、試合は地元出身の大ベテラン、ディーン・ウィンダスのゴールでブリストル・シティを1-0で破り、ついにクラブ創設以来初となるトップリーグ昇格が決定した。チーム創設からトップリーグ初昇格までの期間としてはレディングに次いで2番目に遅い記録である。
初のトップリーグとなった2008-09シーズンの序盤は、アウェイでニューカッスル、アーセナル、トッテナムを破った他、これまたアウェイで敗れはしたもののマンチェスターU相手に3-4と好勝負を演じるなど旋風を巻き起こし、一時は3位まで上り詰めた。しかし、選手層の薄さや対戦相手に研究され始めたことから、シーズン中盤から後半戦はほとんど勝つことができず、残り2試合の時点で降格圏内の18位にまで順位を落とした。更に、勝てば残留となるホームでの最終節でも敗れた。しかし、序盤に獲得した勝ち点と残留を争っていたニューカッスルとミドルスブラが共に敗戦という状況にも助けられ、辛うじて残留を果たすことができた。ところが、翌2009-10シーズンは19位となり、2部に降格した。
2010年末よりエジプト人のアッセム・アラムがオーナーに就任。徐々にチーム力を高め、2013-14シーズンには4季ぶりにプレミアリーグへ復帰した。2013年にオーナーのアラムが独断に基づき「ビジネス的に響きがいい」という理由でクラブ名を「ハル・タイガーズ」に改名する申請を行ったが、伝統を重んじるサポーターから猛反発を受けた。2014年4月9日、FAは名称変更を求めたハル・シティの申請を棄却したことを発表した。同年5月17日には110年のクラブ史における初の主要タイトル獲得をかけ、アーセナルとFAカップ決勝を戦ったが、2点のリードを守りきれず2-3で敗れ準優勝に終わった。
2014-15シーズンは18位となり、チャンピオンシップ降格が決まった。2015-16シーズンはチャンピオンシップを4位で終えたが、昇格プレーオフで5位ダービー、6位シェフィールド・ウェンズデーを相次いで破り、1年でプレミアリーグ復帰を果たした。2016-17シーズンは18位となり、プレミアリーグからの降格が決定した後の2017年5月25日、マルコ・シウバ監督が辞任した。
2017-18シーズンは6月9日、レオニード・スルツキーが就任したが、低迷が続き、12月3日、双方の合意により、アシスタントコーチのオレグ・ヤロヴィンスキーと共にクラブを退団した。12月7日、ナイジェル・アドキンスがアシスタントコーチのアンディ・クロスビーと共に1年半契約で監督に就任し、最終的に18位でシーズンを終えた。その後も低迷は続き、2019-20シーズンには24位で降格が決定。16年ぶりの参戦となったリーグ1では優勝し、1年での2部復帰を決める。
2024-25シーズンは残留争いに巻き込まれ、最終節まで21位と1ポイント差の22位と降格圏に沈む。負ければ無条件で降格となる中、アウェイでポーツマスと引き分け。21位のルートン・タウンが敗れたため勝ち点で並び、得失点差で上回るハルが21位となり、劇的な残留を決めた。

## タイトル

### 国内タイトル
- フットボールリーグ・サードディヴィジョン1：1回
  - 1965-66
- フットボールリーグ・サードディヴィジョン・ノース：2回
  - 1932-33, 1948-49

### 国際タイトル
- なし

## 過去の成績
| シーズン | リーグ             | リーグ | リーグ | リーグ | リーグ | リーグ | リーグ | リーグ | リーグ | FAカップ  | リーグ杯   | 欧州カップ / その他          | 欧州カップ / その他              | 最多得点者                                  | 最多得点者 |
| シーズン | ディビジョン       | 試     | 勝     | 分     | 敗     | 得     | 失     | 点     | 順位   | FAカップ  | リーグ杯   | 欧州カップ / その他          | 欧州カップ / その他              | 選手                                        | 得点数     |
| -------- | ------------------ | ------ | ------ | ------ | ------ | ------ | ------ | ------ | ------ | --------- | ---------- | ---------------------------- | -------------------------------- | ------------------------------------------- | ---------- |
| 1993-94  | ディビジョン2      | 46     | 18     | 14     | 14     | 62     | 54     | 68     | 9位    | 2回戦敗退 | 1回戦敗退  | フットボールリーグトロフィー | 北セクショングループステージ敗退 | ディーン・ウィンダス                        | 24         |
| 1994-95  | ディビジョン2      | 46     | 21     | 11     | 14     | 70     | 57     | 74     | 8位    | 1回戦敗退 | 1回戦敗退  | フットボールリーグトロフィー | 北セクショングループステージ敗退 | ディーン・ウィンダス                        | 17         |
| 1995-96  | ディビジョン2      | 46     | 5      | 16     | 25     | 36     | 78     | 31     | 24位   | 1回戦敗退 | 2回戦敗退  | フットボールリーグトロフィー | 北セクション2回戦敗退            | ディーン・ウィンダス                        | 8          |
| 1996-97  | ディビジョン3      | 46     | 13     | 18     | 15     | 44     | 50     | 57     | 17位   | 2回戦敗退 | 1回戦敗退  | フットボールリーグトロフィー | 北セクション2回戦敗退            | デュアン・ダービー                          | 20         |
| 1997-98  | ディビジョン3      | 46     | 11     | 8      | 27     | 56     | 83     | 41     | 22位   | 1回戦敗退 | 3回戦敗退  | フットボールリーグトロフィー | 北セクション2回戦敗退            | デュアン・ダービー                          | 15         |
| 1998-99  | ディビジョン3      | 46     | 14     | 11     | 21     | 44     | 62     | 53     | 21位   | 3回戦敗退 | 2回戦敗退  | フットボールリーグトロフィー | 北セクション2回戦敗退            | デイビッド・ブラウン                        | 14         |
| 1999-00  | ディビジョン3      | 46     | 15     | 14     | 17     | 43     | 43     | 59     | 14位   | 3回戦敗退 | 2回戦敗退  | フットボールリーグトロフィー | 北セクション準々決勝敗退         | ジョン・エア                                | 12         |
| 2000-01  | ディビジョン3      | 46     | 19     | 17     | 10     | 47     | 39     | 74     | 6位    | 1回戦敗退 | 1回戦敗退  | フットボールリーグトロフィー | 北セクション1回戦敗退            | ジョン・エア                                | 7          |
| 2001-02  | ディビジョン3      | 46     | 16     | 13     | 17     | 57     | 51     | 61     | 11位   | 2回戦敗退 | 2回戦敗退  | フットボールリーグトロフィー | 北セクション準決勝敗退           | ガリー・アレクサンダー                      | 23         |
| 2002-03  | ディビジョン3      | 46     | 14     | 17     | 15     | 58     | 53     | 59     | 13位   | 1回戦敗退 | 1回戦敗退  | フットボールリーグトロフィー | 北セクション1回戦敗退            | スチュアート・エリオット                    | 12         |
| 2003-04  | ディビジョン3      | 46     | 25     | 13     | 8      | 82     | 44     | 88     | 2位    | 1回戦敗退 | 1回戦敗退  | フットボールリーグトロフィー | 北セクション2回戦敗退            | ベン・バージェス                            | 18         |
| 2004-05  | リーグ1            | 46     | 26     | 8      | 12     | 80     | 53     | 86     | 2位    | 3回戦敗退 | 1回戦敗退  | フットボールリーグトロフィー | 北セクション1回戦敗退            | スチュアート・エリオット                    | 29         |
| 2005-06  | チャンピオンシップ | 46     | 12     | 16     | 18     | 49     | 55     | 52     | 18位   | 3回戦敗退 | 1回戦敗退  |                              |                                  | スチュアート・エリオット                    | 7          |
| 2006-07  | チャンピオンシップ | 46     | 13     | 10     | 23     | 51     | 67     | 49     | 21位   | 3回戦敗退 | 3回戦敗退  |                              |                                  | ディーン・ウィンダス                        | 8          |
| 2007-08  | チャンピオンシップ | 46     | 21     | 12     | 13     | 65     | 47     | 75     | 3位    | 3回戦敗退 | 3回戦敗退  |                              |                                  | フレイザー・キャンベル ディーン・ウィンダス | 15         |
| 2008-09  | プレミアリーグ     | 38     | 8      | 11     | 19     | 39     | 64     | 35     | 17位   | 6回戦敗退 | 2回戦敗退  |                              |                                  | ジェオヴァンニ                              | 8          |
| 2009-10  | プレミアリーグ     | 38     | 6      | 12     | 20     | 34     | 75     | 30     | 19位   | 3回戦敗退 | 3回戦敗退  |                              |                                  | スティーヴン・ハント                        | 6          |
| 2010-11  | チャンピオンシップ | 46     | 16     | 17     | 13     | 52     | 50     | 65     | 11位   | 3回戦敗退 | 2回戦敗退  |                              |                                  | マッティ・フライアット                      | 9          |
| 2011-12  | チャンピオンシップ | 46     | 19     | 11     | 16     | 47     | 44     | 68     | 8位    | 4回戦敗退 | 1回戦敗退  |                              |                                  | マッティ・フライアット                      | 16         |
| 2012-13  | チャンピオンシップ | 46     | 24     | 7      | 15     | 61     | 52     | 79     | 2位    | 4回戦敗退 | 2回戦敗退  |                              |                                  | ロベルト・コレン                            | 9          |
| 2013-14  | プレミアリーグ     | 38     | 10     | 7      | 21     | 38     | 53     | 37     | 16位   | 準優勝    | 4回戦敗退  |                              |                                  | マッティ・フライアット                      | 6          |
| 2014-15  | プレミアリーグ     | 38     | 8      | 11     | 19     | 33     | 51     | 35     | 18位   | 3回戦敗退 | 3回戦敗退  | UEFAヨーロッパリーグ         | プレーオフ敗退                   | ニキツァ・イェラヴィッチ                    | 8          |
| 2015-16  | チャンピオンシップ | 46     | 24     | 11     | 11     | 69     | 35     | 83     | 4位    | 5回戦敗退 | 5回戦敗退  |                              |                                  | アベル・エルナンデス                        | 22         |
| 2016-17  | プレミアリーグ     | 38     | 9      | 7      | 22     | 37     | 80     | 34     | 18位   | 4回戦敗退 | 準決勝敗退 |                              |                                  | ロバート・スノッドグラス                    | 9          |
| 2017-18  | チャンピオンシップ | 46     | 11     | 16     | 19     | 70     | 70     | 49     | 18位   | 5回戦敗退 | 2回戦敗退  |                              |                                  | ジャロッド・ボーウェン                      | 15         |
| 2018-19  | チャンピオンシップ | 46     | 17     | 11     | 18     | 66     | 68     | 62     | 13位   | 3回戦敗退 | 2回戦敗退  |                              |                                  | ジャロッド・ボーウェン                      | 22         |
| 2019-20  | チャンピオンシップ | 46     | 12     | 9      | 25     | 57     | 87     | 45     | 24位   | 4回戦敗退 | 2回戦敗退  |                              |                                  | ジャロッド・ボーウェン                      | 17         |
| 2020-21  | リーグ1            | 46     | 27     | 8      | 11     | 80     | 38     | 89     | 1位    | 2回戦敗退 | 3回戦敗退  | EFLトロフィー                | 準々決勝敗退                     | マリク・ウィルクス                          | 22         |
| 2021-22  | チャンピオンシップ | 46     | 14     | 9      | 23     | 41     | 54     | 51     | 19位   | 3回戦敗退 | 1回戦敗退  |                              |                                  | キーン・ルイス＝ポッター                    | 13         |
| 2022-23  | チャンピオンシップ | 46     | 14     | 16     | 16     | 51     | 61     | 58     | 15位   | 3回戦敗退 | 1回戦敗退  |                              |                                  | オスカル・エストゥピニャン                  | 13         |
| 2023-24  | チャンピオンシップ | 46     | 19     | 13     | 14     | 68     | 60     | 70     | 7位    | 3回戦敗退 | 1回戦敗退  |                              |                                  | ジェイデン・フィロジーン                    | 12         |
| 2024-25  | チャンピオンシップ |        |        |        |        |        |        |        |        |           |            |                              |                                  |                                             |            |

## 欧州の成績
| シーズン | 大会                 | ラウンド   | 対戦相手                 | ホーム | アウェー | 合計    |  |
| -------- | -------------------- | ---------- | ------------------------ | ------ | -------- | ------- |  |
| 2014-15  | UEFAヨーロッパリーグ | 予選3回戦  | トレンチーン             | 2-1    | 0-0      | 2-1     |  |
| 2014-15  | UEFAヨーロッパリーグ | プレーオフ | スポルティング・ロケレン | 2-1    | 0-1      | 2-2 (a) |  |

## 現所属メンバー
2024年8月2日現在
注：選手の国籍表記はFIFAの定めた代表資格ルールに基づく。
| No. | Pos. |              | 選手名                       |
| --- | ---- | ------------ | ---------------------------- |
| 2   | DF   | イングランド | レウィー・コイル             |
| 3   | DF   | イングランド | ライアン・ジャイルズ         |
| 5   | DF   | イングランド | アルフィー・ジョーンズ       |
| 6   | DF   | アイルランド | ショーン・マクローリン       |
| 11  | MF   | トルコ       | ドウカン・シニク             |
| 14  | MF   | アイルランド | ハリー・ヴォーン ()          |
| 16  | FW   | イングランド | ライアン・ロングマン         |
| 18  | MF   | イングランド | シャビエル・シモンズ         |
| 19  | FW   | コロンビア   | オスカル・エストゥピニャン ★ |
| 21  | DF   | イングランド | ブランドン・フレミング       |

| No. | Pos. |                  | 選手名                        |
| --- | ---- | ---------------- | ----------------------------- |
| 24  | MF   | コートジボワール | ジャン・ミシェル・セリ ★      |
| 26  | DF   | イングランド     | アンディ・スミス              |
| 27  | MF   | イングランド     | リーガン・スレイター          |
| 29  | DF   | イングランド     | マティ・ジェイコブ            |
| 30  | GK   | クロアチア       | イヴォル・パンドゥル          |
| 32  | GK   | フランス         | ティモテー・ロー＝トゥタラ () |
| 50  | MF   | トルコ           | アブデュルカディル・オミュル  |
| --  | MF   | ドイツ           | マルヴィン・メーレム ()       |
| --  | DF   | イングランド     | コーディー・ドラメー ()       |
| --  | GK   | イングランド     | ハーヴェイ・カートライト      |

※括弧内の国旗はその他の保有国籍を、星印はEU圏外選手を示す。

## ローン移籍
- in

注：選手の国籍表記はFIFAの定めた代表資格ルールに基づく。
| No. | Pos. |  | 選手名 |
| --- | ---- |  | ------ |

- out

注：選手の国籍表記はFIFAの定めた代表資格ルールに基づく。
| No. | Pos. |              | 選手名                                    |
| --- | ---- | ------------ | ----------------------------------------- |
| --  | DF   | アイルランド | ジェームズ・ファーロング (ウィンブルドン) |

| No. | Pos. |            | 選手名                           |
| --- | ---- | ---------- | -------------------------------- |
| --  | MF   | ウェールズ | カラム・ジョーンズ (モアカム) () |

監督
- ティム・ヴァルター

## 歴代監督
2023年10月25日現在
- ジェイムズ・ラムスター 1904.8 - 1905.4
- アンブローズ・ラングレー 1905.4 - 1913.4
- ハリー・チャップマン 1913.4 - 1914.9
- フレッド・ストリンジャー 1914.9 - 1916.6
- デヴィッド・メンジス 1916.6 - 1921.6
- ペルシー・ルイス 1921.7 - 1923.1
- ビリー・マクラッケン 1923.2 - 1931.5
- ヘイデン・グリーン 1931.5 - 1934.3
- ジャック・ヒル 1934.3 - 1936.1
- デヴィッド・メンジス 1936.2 - 1936.10
- アーネスト・ブラックバーン 1936.12 - 1946.1
- フランク・バックリー 1946.5 - 1948.3
- ライヒ・カーター 1948.3 - 1951.9
- ボブ・ジャクソン 1952.6 - 1955.3
- ボブ・ブロックルバック 1955.3 - 1961.5
- クリフ・ブリットン 1961.6 - 1969.11
- テリー・ネイル 1970.6 - 1974.9
- ジョン・ケイ 1974.9 - 1977.10
- ボビー・コリンズ 1977.10 - 1978.2
- ケン・ホイトン 1978.4 - 1979.12
- マイク・スミス 1979.12 - 1982.3
- ボビー・ブラウン 1982.3 - 1982.6
- コリン・アップルトン 1982.6 - 1984.5
- ブライアン・ホートン 1984.6 - 1988.4
- エディー・グレイ 1988.6 - 1989.5
- コリン・アップルトン 1989.5 - 1989.10
- スタン・テーネント 1989.11 - 1991.1
- テリー・ドーラン 1991.1 - 1997.6
- マーク・ヘートリー 1997.6 - 1998.11
- ウォーレン・ジョイス 1998.11 - 2000.4
- ビリー・ラッセル 2000.4
- ブライアン・リトル 2000.4 - 2002.2
- ビリー・ラッセル 2002.2 - 2002.4
- ヤン・メルビー 2002.4 - 2002.10
- ビリー・ラッセル 2002.10
- ピーター・テイラー 2002.10 - 2006.6
- フィル・パーキンソン 2006.6 - 2006.12
- フィル・ブラウン 2006.12 - 2010.3

| 名前                   | 国                  | 就任           | 退任           | 試  | 勝 | 分 | 負 | 勝率 % |
| ---------------------- | ------------------- | -------------- | -------------- | --- | -- | -- | -- | ------ |
| イアン・ダウィー       | 北アイルランドの旗  | 2010年3月16日  | 2010年6月30日  | 9   | 1  | 3  | 5  | 011.11 |
| ナイジェル・ピアソン   | イングランドの旗    | 2010年7月1日   | 2011年11月14日 | 64  | 23 | 20 | 21 | 035.94 |
| ニック・バーンビー     | イングランドの旗    | 2011年11月15日 | 2012年5月8日   | 33  | 13 | 8  | 12 | 039.39 |
| スティーヴ・ブルース   | イングランドの旗    | 2012年7月1日   | 2016年7月22日  | 201 | 83 | 44 | 74 | 041.29 |
| マイク・フェラン       | イングランドの旗    | 2016年7月23日  | 2017年1月3日   | 24  | 7  | 4  | 13 | 029.17 |
| マルコ・シウバ         | ポルトガルの旗      | 2017年1月5日   | 2017年5月25日  | 22  | 8  | 3  | 11 | 036.36 |
| レオニード・スルツキー | ロシアの旗          | 2017年7月1日   | 2017年12月3日  | 21  | 4  | 7  | 10 | 019.05 |
| ナイジェル・アドキンス | イングランドの旗    | 2017年12月5日  | 2019年6月30日  | 78  | 26 | 21 | 31 | 033.33 |
| グラント・マッキャン   | 北アイルランドの旗  | 2019年7月1日   | 2022年1月25日  | 136 | 53 | 30 | 53 | 038.97 |
| ショタ・アルベラーゼ   | ジョージア (国)の旗 | 2022年1月27日  | 2022年9月30日  | 30  | 9  | 6  | 15 | 030.00 |
| アンディ・ドーソン     | イングランドの旗    | 2022年10月1日  | 2022年11月3日  | 8   | 3  | 0  | 5  | 037.50 |
| リアム・ロシニアー     | イングランドの旗    | 2022年11月3日  | 2024年5月7日   | 78  | 27 | 28 | 23 | 034.62 |
| ティム・ヴァルター     | ドイツの旗          | 2024年7月1日   |                |     |    |    |    |        |

## 歴代所属選手

### GK
- ロイ・キャロル 1995-1997
- トニー・ワーナー 2008-2010

### DF
- アルトン・セルウェル 2003-2007
- ダニー・ミルズ 2006
- アンソニー・ガードナー 2008-2011
- ベルナール・メンディ 2008-2010

### MF
- スティーブ・マクラーレン 1979-1985
- セオドア・ウィットモア 1999-2002
- ポール・アンダーソン 2005-2006
- マーク・ノーブル 2006
- ジェオヴァンニ 2008-2010
- ペテル・ハルモシ 2008-2010
- ジョージ・ボアテング 2008-2010
- カメル・ギラス 2009-2012
- セイ・オロフィンジャナ 2009-2013
- ロベルト・コレン 2010-2014
- ノルベルト・ソラーノ 2010-2011
- ライアン・メイソン 2016-2018
- ライアン・ウッズ 2022

### FW
- クレイグ・フェイガン 2005-2007、2008-2011
- リカルド・ヴァス・テ 2007
- オーガスティン・オコチャ 2007-2008
- マヌーショ 2009
- ジョジー・アルティドール 2009-2010
- ヤン・フェネホール・オフ・ヘッセリンク 2009-2010
- ニキツァ・イェラヴィッチ 2014-2015